# لاري سانتوس
لاري سانتوس (بالإنجليزية: Larry Santos)‏ هو مغن مؤلف أمريكي، ولد في 2 يونيو 1941.

## وصلات خارجية
- لاري سانتوس على موقع IMDb (الإنجليزية)
- لاري سانتوس على موقع ميوزك برينز (الإنجليزية)
- لاري سانتوس على موقع أول ميوزيك (الإنجليزية)
- لاري سانتوس على موقع ديسكوغز (الإنجليزية)